# Französische Badmintonmeisterschaft 1998
Die Französische Badmintonmeisterschaft 1998 fand in Thiais statt. Es war die 49. Austragung der nationalen Titelkämpfe im Badminton in Frankreich.

## Titelträger
| Disziplin    | Sieger                           |
| ------------ | -------------------------------- |
| Herreneinzel | Nabil Lasmari                    |
| Dameneinzel  | Sandra Dimbour                   |
| Herrendoppel | Manuel Dubrulle Vincent Laigle   |
| Damendoppel  | Sandra Dimbour Sandrine Lefèvre  |
| Mixed        | Sydney Lengagne Sandrine Lefèvre |